# Pierre Sanfourche-Laporte
Pierre Sanfourche-Laporte (n. 24 martie 1774, Sarlat, Aquitaine, Franța – d. 30 iunie 1856, Paris, Franța) a fost un jurist francez. Lucrarea sa majoră, Le Nouveau Valin (1809), se referă la René Josué Valin și la comentariile sale la 1681 Ordonnance de la Marine. 